# Атланта
Атла́нта (англ. Atlanta [ætˈlæntə]) — город в США, административный центр (столица) и крупнейший город штата Джорджия, административный центр округа Фултон. Отдельные части города расположены в округе Де-Калб.
Население (по состоянию на 2020) — в пределах городской черты 498 715 человек (38-й в США), в пределах агломерации Атланты, по оценке на 1 июля 2007 года, — 6 144 050 человек (8-й в США).
В последние годы Атланта приобрела статус одного из международных деловых центров, что дало мощный толчок экономическому и социальному развитию города. С 2000 по 2006 рост агломерации Атланты (на 20,5 %) стал самым крупным в США.

## История
В 1836 году это место было выбрано в качестве конечного пункта железной дороги. Год спустя вокруг станции начало расти поселение, сначала названное Терминус (Terminus, отметка «нулевой километр»), а позже Трэшервилл (Thrasherville), по имени владельца местного магазина провианта. К 1842 году поселение у станции насчитывало 6 зданий и 30 жителей и было переименовано в Мартасвилл (Marthasville), в честь дочери губернатора штата Уилсона Лампкина. Позднее, главный инженер компании Georgia Railroad and Banking Company Джон Эдгар Томсон, предложил название Атлантика-Пацифика (Atlantica-Pacifica), которое вскоре было сокращено до Атланта и получило одобрение у поселенцев. 29 декабря 1847 года Атланте был присвоен статус города.
В 1864 году, во время Гражданской войны, началась Атлантская кампания. Город стал жертвой вторжения войск северян (эти события красочно описаны в знаменитом романе Маргарет Митчелл «Унесённые ветром») под руководством генерала Уильяма Шермана. Свою печально известную тактику «выжженной земли» талантливый генерал применил и в Атланте, отдав приказ сжечь город. 11 ноября 1864 года приказ был приведён в исполнение. Нетронутыми остались лишь церкви и больницы.
После Гражданской войны Атланта вскоре стала основным деловым центром американского Юга и столицей штата.
В 1951 году город был награждён премией «All-America City Award» (с англ. — «Всеамериканский город») присуждаемой Национальной гражданской лигой, которую неофициально называют «Нобелевской премией за конструктивное гражданство» и которая выдается за активную гражданскую позицию жителей некорпоративных сообществ Соединённых Штатов в жизни местного самоуправления. 
В 1990 году Международный олимпийский комитет избрал Атланту столицей летних Олимпийских игр 1996 года, которые пришлись на 100-летний юбилей возрождённого олимпийского движения.

## География
Город расположен на гряде холмов к югу от реки Чаттахучи. Площадь города составляет 343 км², площадь агломерации — 21 694 км².

### Климат
В Атланте влажный субтропический климат, с жарким летом и тёплой, но дождливой и временами прохладной зимой.
В июле средний максимум достигает 32 °C и выше, средний минимум 21 °C. Иногда температура может превышать 38 °C. Самая высокая температура (40 °C) зафиксирована в июле 1980 года. Январь — самый холодный месяц года, температура которого колеблется в пределах от 1 °C до 11 °C. Самая низкая температура (-20 °C) была зафиксирована в феврале 1899 года.
Средний уровень осадков достигает 1261 мм, из которых 50 мм приходится на снегопады.
14 марта 2008 года, приблизительно в 21:40, пронёсся ураган категории EF 2 со скоростью ветра 217 км/ч. Ураган нанёс значительный урон Филипп-Арене, Олимпийскому парку, Центру CNN, а также Международному Конгресс-центру Джорджии.
| Показатель                    | Янв.  | Фев.  | Март  | Апр. | Май  | Июнь | Июль | Авг. | Сен. | Окт. | Нояб. | Дек.  | Год   |
| ----------------------------- | ----- | ----- | ----- | ---- | ---- | ---- | ---- | ---- | ---- | ---- | ----- | ----- | ----- |
| Абсолютный максимум, °C       | 26,1  | 26,6  | 31,6  | 33,8 | 36,1 | 41,1 | 40,5 | 40,0 | 38,8 | 35,0 | 28,8  | 26,1  | 41,1  |
| Средний суточный максимум, °C | 11,5  | 13,8  | 18,3  | 22,6 | 26,8 | 30,5 | 31,9 | 31,3 | 28,0 | 22,7 | 17,7  | 12,4  | 22,3  |
| Средняя температура, °C       | 6,3   | 8,5   | 12,5  | 16,7 | 21,2 | 25,2 | 26,8 | 26,3 | 23,0 | 17,4 | 12,2  | 7,5   | 17,0  |
| Средний суточный минимум, °C  | 1,2   | 3,1   | 6,7   | 10,7 | 15,7 | 20,0 | 21,7 | 21,4 | 18,1 | 12,1 | 6,8   | 2,5   | 11,7  |
| Абсолютный минимум, °C        | −22,2 | −22,7 | −12,2 | −3,8 | 2,7  | 3,8  | 11,6 | 12,7 | 2,2  | −2,2 | −16,1 | −17,7 | −22,7 |
| Норма осадков, мм             | 106   | 118   | 121   | 85   | 92   | 100  | 133  | 99   | 113  | 86   | 104   | 99    | 1261  |
| Источник: NWS                 |       |       |       |      |      |      |      |      |      |      |       |       |       |

## Административно-территориальное деление
В Атланте имеется 242 района (neighborhoods). Самые важные торговые районы кроме центра — Бакхед (Buckhead) и Мидтаун (Midtown). Районы Вирджиния-Хайлэнд и Инман Парк известны благодаря домам в стиле бунгало, ресторанам и маленьким магазинам. Район Блафф (The Bluff) известен как афро-американский район.

## Архитектура

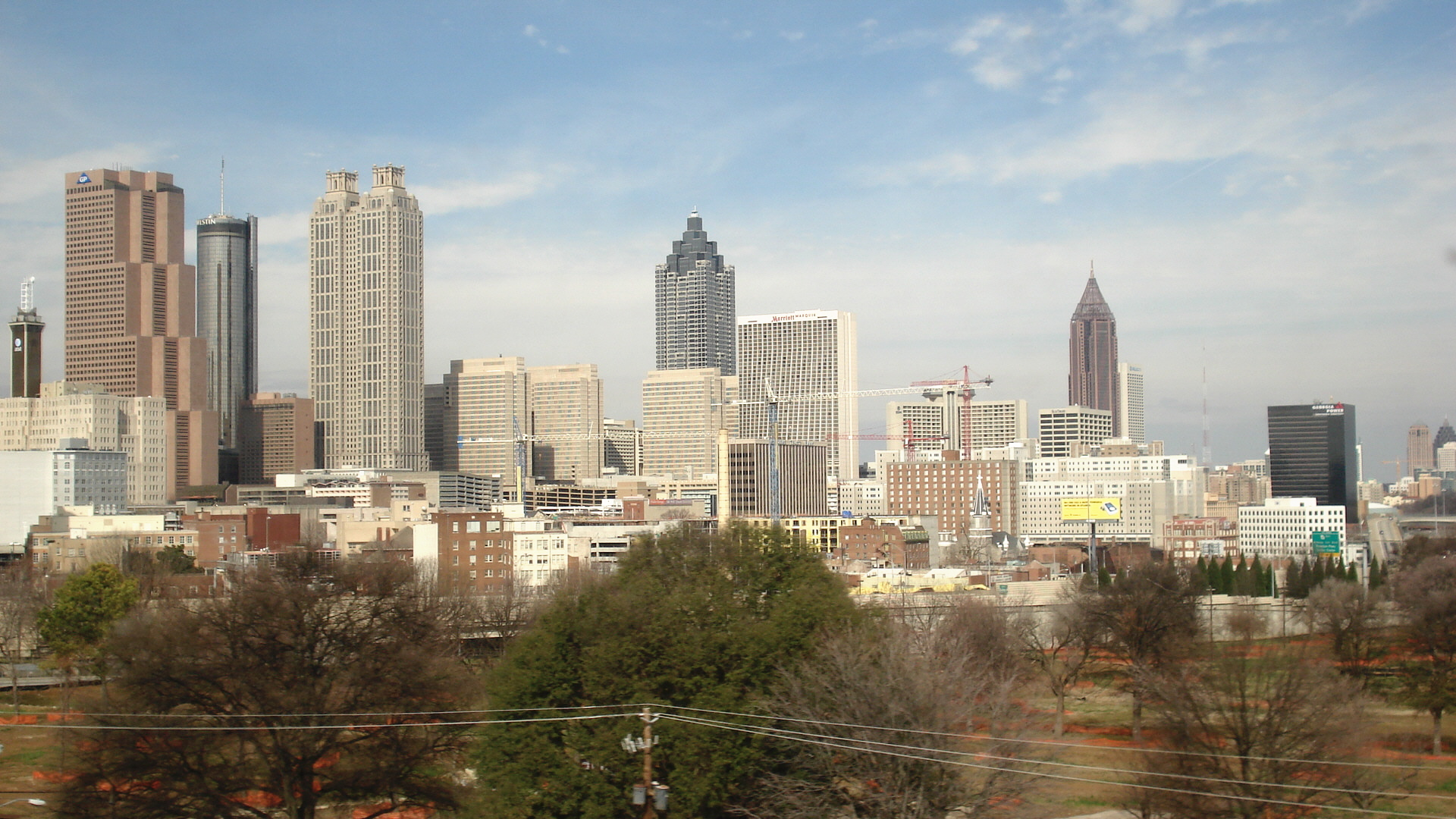
Центр города

Архитектурный облик Атланты, сформированный во второй половине XX века, очень выразителен и современен. В отличие от других южных городов, например Чарльстона, Саванны или Нового Орлеана, Атланта не сохранила в своей центральной части исторические особенности старого Юга. Вместо этого она позиционирует себя столицей «нового Юга» и выразителем нового прогрессивного стиля «хай-тек».
В Атланте присутствует большое количество небоскрёбов и высотных зданий в стиле модерн и постмодерн. Самое высокое здание в Атланте — Бэнк оф Америка Плаза — высотой 312 м. Это не только самое высокое здание города, но также штата и вообще Юга США с 1992 года по настоящее время; 11-е по высоте в США (самое высокое здание в США, исключая Нью-Йорк и Чикаго); 77-е по высоте в мире.
Другие небоскрёбы Атланты:
См. также категорию «Небоскрёбы Атланты»
- Бэнк оф Америка Плаза (312 м, 55 этажей, 1992 г.)
- SunTrust Plaza (265 м, 60 этажей, 1992 г.)
- One Atlantic Center (250 м, 50 этажей, 1987 г.)
- 191 Peachtree Tower (235 м, 50 этажей, 1990 г.)
- Westin Peachtree Plaza Hotel[англ.] (220 м, 73 этажа, 1976 г.)
- Georgia-Pacific Tower (212 м, 52 этажа, 1982 г.)

Самый известный архитектор Атланты — Джон Портмен. Здание отеля Hyatt Regency Atlanta, построенное в 1967 году, своим атриумом производит огромное впечатление на всех постояльцев. Выпускник Архитектурного колледжа Технологического института Джорджии, Портмен кардинально изменил облик центра города. Его проекты — центр торговли AmericasMart, Пичтри-Центр, Отель Вестин-Питчтри-Плаза и СанТраст-Плаза.

## Управление
Управление городом находится в ведении мэра и городского совета, состоящего из 15 депутатов. Мэр может наложить вето на решение городского совета. В свою очередь, совет это вето может аннулировать большинством в две трети голосов от общего количества депутатов. Мэр Атланты — Касим Рид. Начиная с 1973 в Атланте все мэры были чернокожими.
В 1992 году в Атланте начала работу первая русскоязычная газета «Русский Дом». Сегодня это самое крупное русскоязычное издание в Джорджии.

## Население
| Расовый состав                | 2010   | 1990   | 1970   | 1940   |
| ----------------------------- | ------ | ------ | ------ | ------ |
| Белые                         | 38.4 % | 31.0 % | 48.4 % | 65.4 % |
| —Неиспаноязычные белые        | 36.3 % | 30.3 % | 47.3 % | н/о    |
| Афроамериканцы                | 54.0 % | 67.1 % | 51.3 % | 34.6 % |
| Латиноамериканцы (любой расы) | 5.2 %  | 1.9 %  | 1.5 %  | н/о    |
| Азиаты                        | 3.1 %  | 0.9 %  | 0.1 %  | —      |

Население Атланты, с момента её основания до середины 60-х гг. XX века, быстро увеличивалось. С начала 1970-х гг. в пределах городской черты численность населения пошла на убыль, тогда как в агломерации до сих пор отмечается прирост населения. С середины 90-х гг. численность жителей городской черты вновь возрастает. По состоянию на 2013 года население Атланты составляет 447 841 чел., в агломерации (по оценке) — 5 522 942 чел.
В агломерацию Атланты входят 140 городов, расположенных в 28 округах штата Джорджия. Это самая быстрорастущая городская агломерация в Соединённых Штатах.
Атланта занимает 3-е место среди крупнейших городов США (после Сан-Франциско и Сиэтла) по количеству однополых пар, а также 12,8 % от всего населения города причисляют себя к ЛГБТ.
Среднегодовой доход на домохозяйство составляет $51 482, на семью — $55 939.
Свыше 130 тысяч человек в городе заняты в сфере высоких технологий, половина жителей Атланты имеет степень бакалавра или выше.
Средний возраст населения жителей Атланты составляет 33,8 лет. Самый большой процент прибывших в Атланту людей из Нью-Йорка и Нью-Джерси.

### Религия
В ходе исследования, проведённого Glenmary Research Center в 2000 году, большинство религиозного населения агломерации Атланты отнесли себя к протестантам (75 %), католикам (15 %) и иудеям (5 %). Атланта является штаб-квартирой и историческим центром для многих традиционных «южных» протестантских деноминаций (Южной баптистской конвенции, Объединённой методистской церкви, Пресвитерианской церкви США).

## Экономика
В Атланте находятся главные офисы многих компаний, в том числе входящих в список Fortune 500, например: The Coca-Cola Company, UPS, Home Depot, Delta Air Lines, AT&T Mobility, Newell Rubbermaid и Georgia-Pacific. Здесь же размещены вещательные компании CNN, Turner Broadcasting System и Cox Enterprises. В метрополитенском ареале Атланты проводят операции более 75 процентов компаний из Fortune 1000 и имеют региональные подразделения около 1 250 межнациональных корпораций. В центре города расположен Федеральный резервный банк Атланты.
В 1886 году в Атланте был придуман напиток Coca-Cola.

## Транспорт

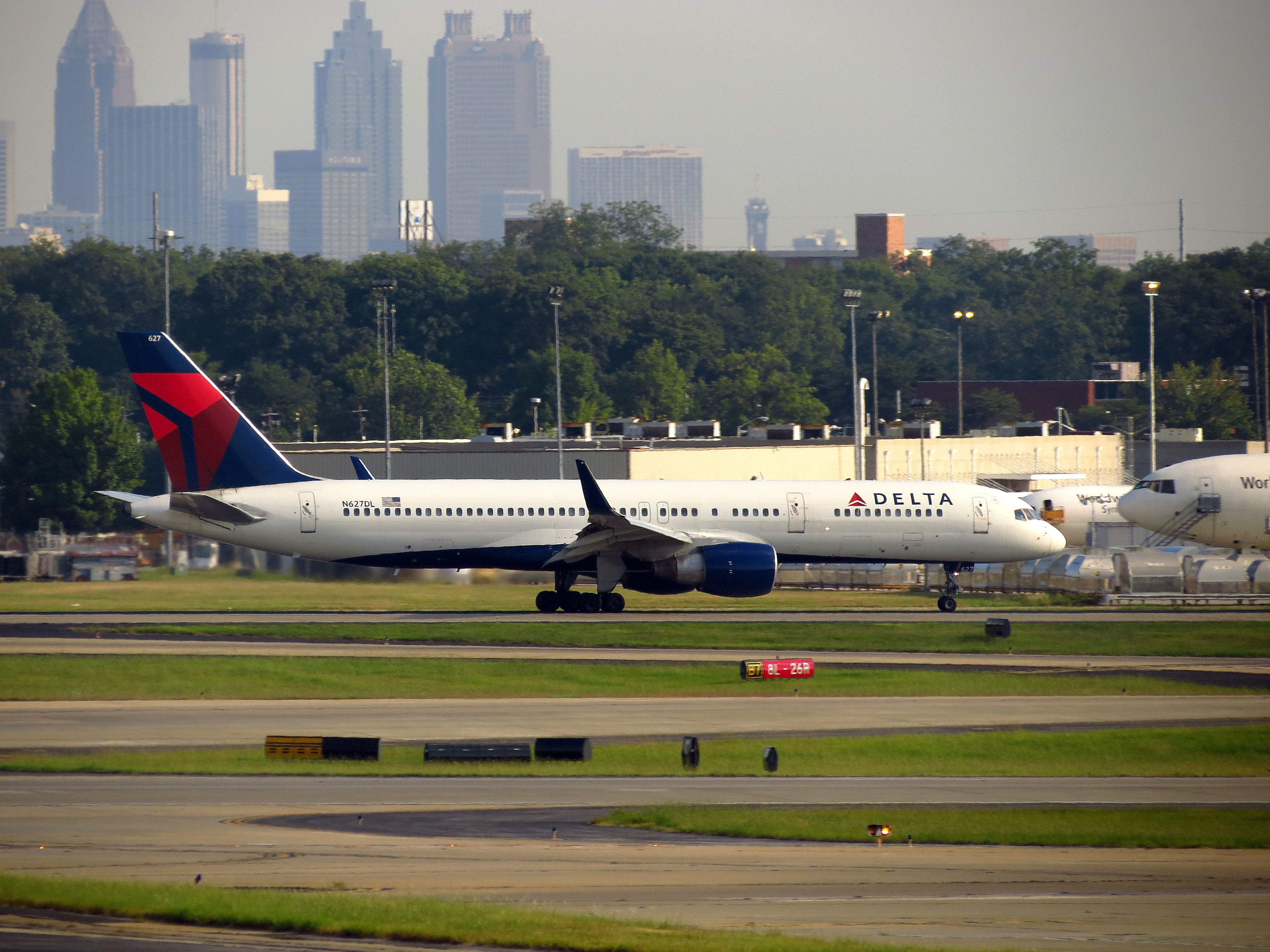
Аэропорт Атланты

Международный аэропорт Хартсфилд-Джексон Атланта (ИАТА: ATL, ИКАО: KATL) — наиболее загруженный аэровокзал мира. Сопровождает авиаперевозки между большинством городов США, а также международное сообщение. Расположен в 16 км к югу от центра города. Между аэропортом и основными районами города функционирует железнодорожное сообщение (MARTA). Также недалеко от города расположены малые аэропорты: «ДеКалб-Пичтри» (DeKalb-Peachtree Airport) (ИАТА: PDK, ИКАО: KPDK) и «Браун-Филд» (Fulton County Airport-Brown Field) (ИАТА: FTY, ИКАО: KFTY), которые обслуживают только внутренние авиалинии.
Агломерация Атланта имеет шесть крупных региональных автотрасс, несколько национальных и разветвлённую сеть автодорог местного значения.
В Атланте функционирует метрополитен и автобусные линии, обслуживаемые компанией Metropolitan Atlanta Rapid Transit Authority (MARTA). Сеть метрополитена состоит из четырёх линий и 38 станций. Её протяжённость составляет 76,6 км. Имеются подземные, наземные и надземные участки. Все четыре линии имеют одну пересадочную станцию — Five Points station.
Городская автобусная сеть включает в себя 193 регулярных автобусных маршрута, 5 экспресс-маршрутов, несколько нерегулярных маршрутов, функционирующих по определённым событиям или датам, и 9 маршрутов мини-автобусов. Автобусная сеть охватывает округа Фултон и Де-Калб (с 2006 года один маршрут продлён в округ Кобб) и вместе с метрополитеном образует единую тарификационную зону, стоимость проезда в которой составляет 2,50 долларов США.

## Образование
В Атланте находятся свыше 30 высших учебных заведений. Важнейшие среди них: Университет Эмори, Университет Кларка Атланты, Технологический институт Джорджии и Университет штата Джорджия.

## Спорт

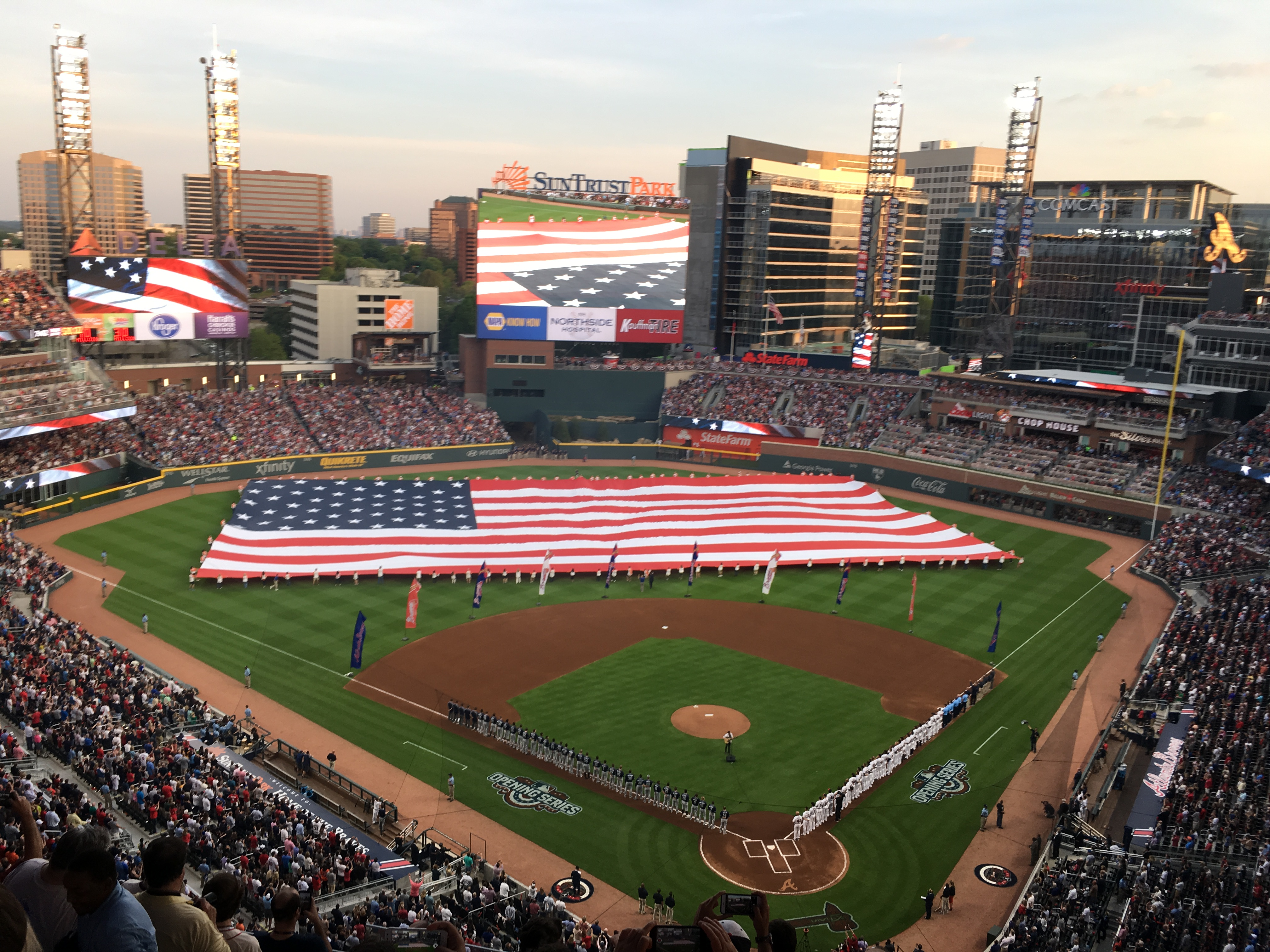
Труист Парк. Главное бейсбольное поле Атланты для Атланта Брайвз

- Хоккейный клуб «Атланта Трэшерз» выступал в первенстве НХЛ с 1999 до 2011 год. В сезоне 2006/2007 клуб стал победителем своего дивизиона, в остальные годы не смог добиться выхода в плей-офф НХЛ. В разное время за клуб выступали Максим Афиногенов, Илья Ковальчук, Евгений Артюхин, Алексей Житник, Мариан Хосса, Марк Савар. Обладателем большинства рекордов клуба является И. Ковальчук. В 2011 г. клуб переехал в канадский город Виннипег и был переименован в «Виннипег Джетс».
- С 1972 по 1980 год в Атланте выступала команда «Флеймз», которая из-за финансовых проблем была вынуждена переехать в Калгари, где стала знаменитой командой НХЛ «Калгари Флэймз».
- «Атланта Хокс» (англ. Atlanta Hawks, «Атлантские Ястребы») — профессиональный баскетбольный клуб, выступающий в Национальной баскетбольной ассоциации. Основан в 1946 году.
- «Атланта Брэйвз» (англ. Atlanta Braves, «Атлантские Смельчаки») — профессиональный бейсбольный клуб, выступающий в Главной лиге бейсбола (МЛБ). Клуб был основан в 1871 году лучшими игроками расформированного в 1870 «Цинциннати Ред Стокингс».
- «Атланта Фэлконс» (англ. Atlanta Falcons, «Атлантские Соколы») — профессиональный клуб американского футбола, выступающий в Национальной футбольной лиге. Основан в 1966 году.
- «Атланта Юнайтед» (англ. Atlanta United FC) — профессиональный футбольный клуб. Основан в 2014 году, с 2017 года выступающий в MLS, высшей футбольной лиге США и Канады.
- «Атланта Силвербэкс» (англ. Atlanta Silverbacks) — профессиональный футбольный клуб. Основан в 1995 году, выступает в Североамериканской футбольной лиге, лиге второго уровня.

## Достопримечательности
- Подземный город Атланты
- Музей «Мир Кока-Колы»
- Олимпийский парк
- Ботанический сад Атланты
- Штаб-квартира CNN
- Музейный комплекс Atlanta History Center
- Автотрек Road Atlanta
- Океанариум Georgia Aquarium
- Театр Fox
- Пидмонт-парк
- Зоопарк Атланты
- Стоун-Маунтин парк
- Музей Мартина Лютера Кинга
- Список музеев Атланты

## Города-побратимы
Согласно SCI Атланта имеет 19 городов-побратимов:.
- Эритрея: Асмэра
- Бельгия: Брюссель
- Румыния: Бухарест
- Австрия: Зальцбург
- Бенин: Котону
- Нигерия: Лагос
- Ямайка: Монтего-Бей
- Великобритания: Ньюкасл-апон-Тайн (Англия)
- Германия: Нюрнберг
- Греция: Древняя Олимпия
- Тринидад и Тобаго: Порт-оф-Спейн
- Израиль: Раанана
- Бразилия: Рио-де-Жанейро
- Доминиканская Республика: Сальседо[англ.]
- Китайская Республика: Тайбэй
- Грузия: Тбилиси
- Франция: Тулуза
- Республика Корея: Тэгу
- Япония: Фукуока
- Гана: Кумаси[20]